# Rainier de Pise
Pour le théologien dominicain, voir Raynerius de Pisis.
Ranieri Scacceri ou Rainier de Pise (né vers 1117 à Pise et mort en 1160 dans la même ville), est un saint catholique du XIIe siècle, ancien ménestrel et marchand devenu  ermite et moine. Sa fête a lieu le 17 juin. 

## Biographie

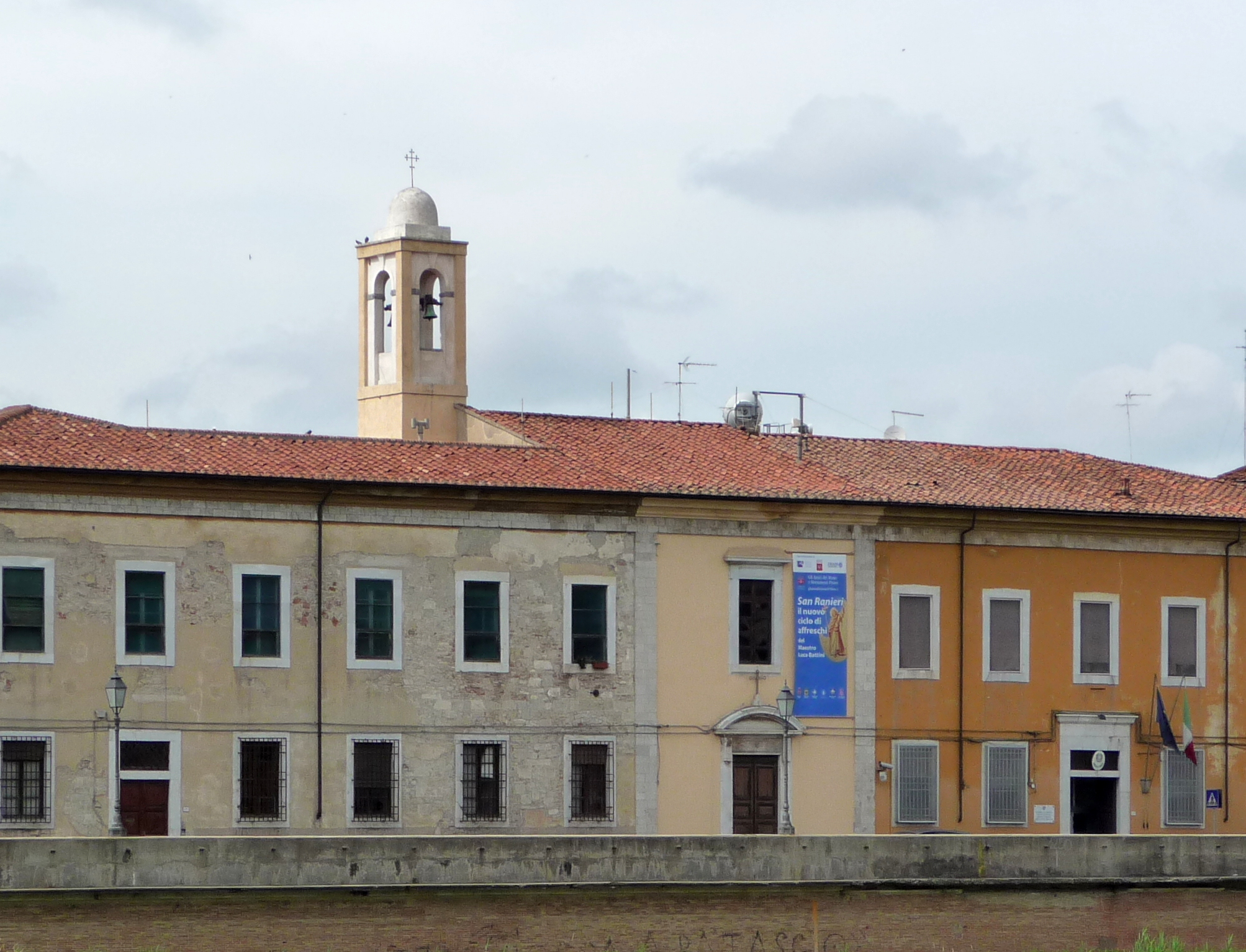
L'ancien monastère Saint-Vite, aujourd'hui église Saint-Vite-et-Saint-Rainier, Pise.

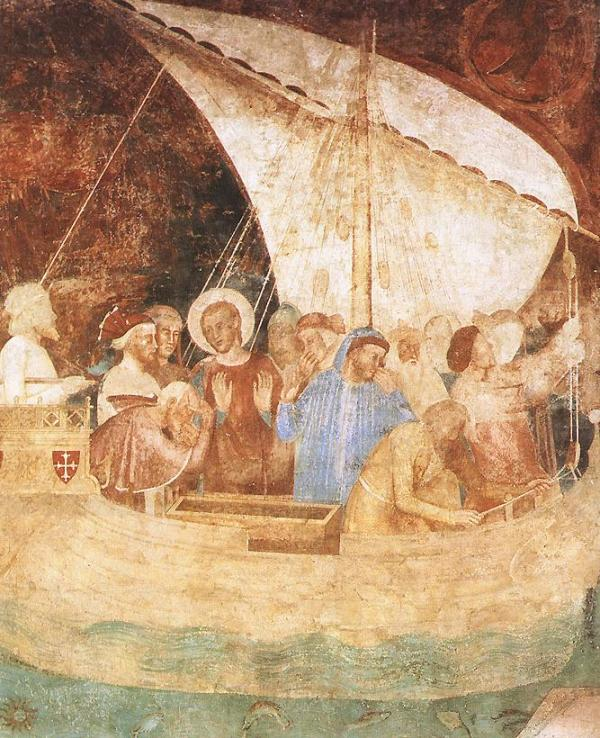
Fresque d'Andrea di Bonaiuto, scène de la vie de saint Rainier.

Fils d'un riche marchand de Pise, le jeune et élégant Rainier délaissa les études pour devenir musicien itinérant. Ainsi, il allait de place en place avec sa vielle à roue pour divertir aimablement les gens, mais volant aussi à l'occasion et aimant la vie facile. La tradition rapporte qu'il rencontra l'année de ses dix-neuf ans un prédicateur laïc d'origine corse, Alberto, qui fut à l'origine de sa conversion et de sa vocation religieuse. 
Pour commencer, il lui demanda d'aller avouer ses fautes et son goût pour les frivolités en allant se confesser au prêtre de l'église Saint-Jacques in Orticaia. Puis Alberto entra au monastère de Saint-Vito à Pise devenant assez vite un exemple pour ses actions en faveur des pauvres. Rainier en fut si impressionné qu'il devint un chrétien dévot. 
Suivant son exemple, Il renonça à la vie qu'il menait et décida de réunir suffisamment d'argent pour aller en Terre sainte. Pour ce faire, il se fit marchand comme son père et réussit son entreprise. Ses activités l'ont conduit dans de nombreux ports et il s'est enrichi grâce au commerce maritime. Enfin, avec un petit groupe de pisans, il s'embarqua sur une galère pour aller faire son pèlerinage des lieux saints.  
À bord, une mauvaise odeur se dégagea de quelques caisses de marchandises, et Rainier reçut l'intuition, provenant sans doute du Christ, qu'elle signifiait qu'il devait dorénavant abandonner les choses terrestres et périssables pour vivre les valeurs éternelles. Il troqua ses vêtements pour l'habit du pèlerin pénitent (pilurica, proche du cilice) et accepta de vivre dans la pauvreté et l'abstinence. Il vécut auprès de quelques ermites tout en effectuant ses visites : Saint-Sépulcre, mont Thabor, Hébron, Bethléem...  
Revenu à Pise en 1153, il entra  au monastère de Saint-André (Sant' Andrea) avant de rejoindre celui de Saint-Vite en hommage à Alberto qui mourut à Paris en 1154, et il poursuivit son quotidien dans la prière et la vie sainte. Proche et apprécié des moines, sa renommée s'étendit. Disponible, simple et généreux, ses conseils avisés étaient grandement appréciés. On lui attribue également des guérisons, et la création d'une maison  pour nécessiteux. Jusqu'à la fin, il conserva sa bonne humeur et son caractère joyeux, témoins de l'aboutissement de son parcours spirituel.  

## Culte

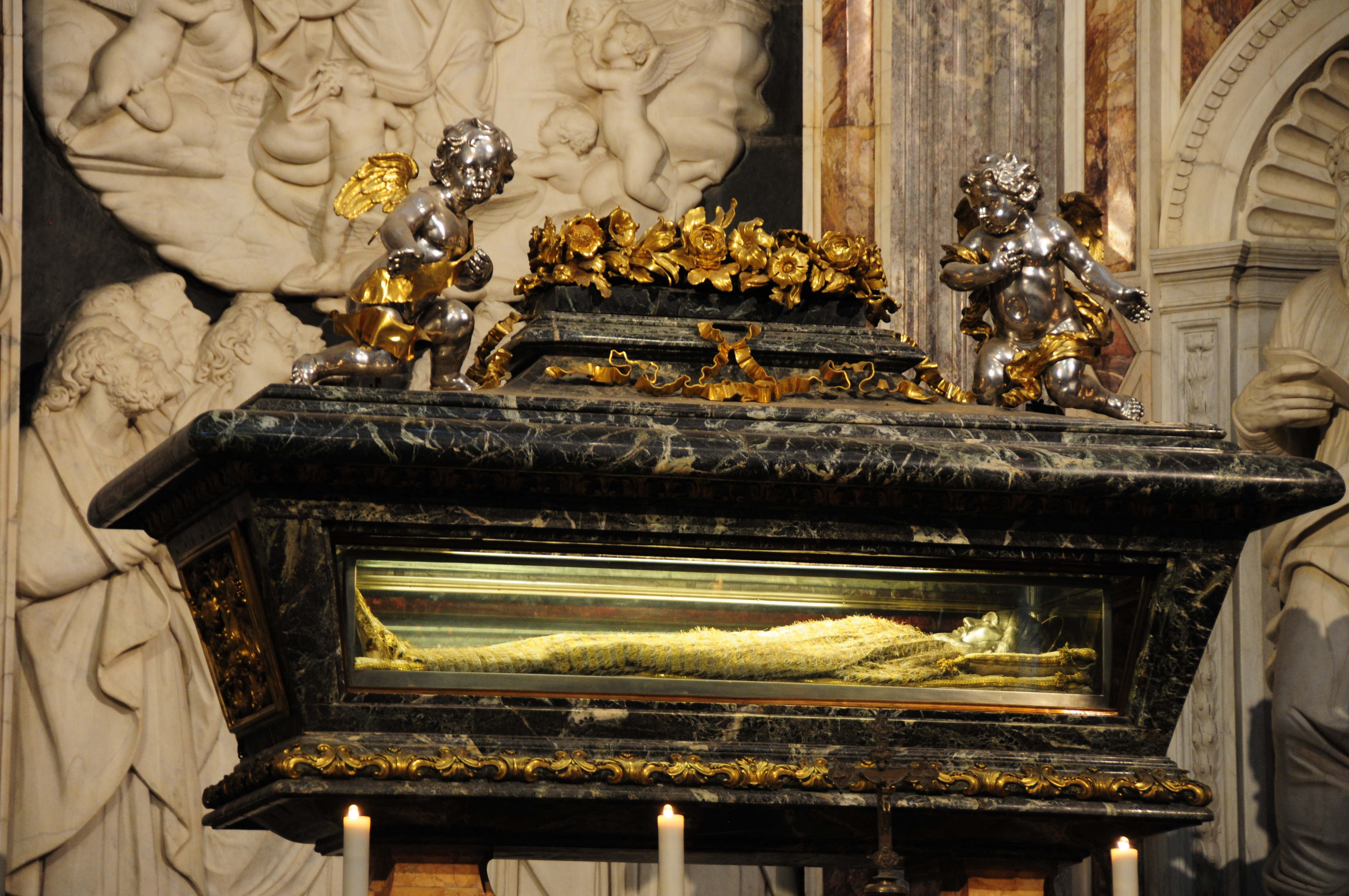
Tombe reliquaire de saint Rainier, cathédrale Notre-Dame-de-l'Assomption de Pise.

En 1591, ses ossements furent exhumés et placés dans un reliquaire qu'abrite la cathédrale de Pise. Rainier a été canonisé par le pape Alexandre III.
Plusieurs miracles lui sont attribués après sa mort dont un enfant tombé du deuxième étage de son immeuble, et un marin sauvé de la tempête en le priant et en jetant de l'eau bénite à la mer.    
Il est fêté le 17 juin, et il est le saint patron de la ville de Pise. Il est aussi vénéré en Provence. Plusieurs fresques le représentent au cimetière historique du camposanto de Pise, attribuées à Andrea da Firenze et à Antonio Veneziano.

## Iconographie

Drapeau de la république de Pise avec la croix spécifique, devenue l'un des emblèmes de la ville.

On le représente généralement comme un ermite barbu, tenant un rosaire, ou comme un jeune pèlerin tenant une bannière avec la croix de Pise.
Dans le camposanto de Pise, plusieurs fresques représentent des épisodes de la vie du saint. Attribuées à Andrea di Bonaiuto, dit Andrea di Firenze : 
- La conversion de Saint Ranieri ;
- Saint Ranieri auprès du saint Sépulcre renonce au monde ;
- Tentations et miracles de saint Ranieri ;
- Le voyage de retour de saint Ranieri ;
- Le miracle de Messine.

Attribuées à Antonio Veneziano : 
- La mort de saint Ranieri ;
- Miracles de saint Ranieri après sa mort.

## Festivités
- La Luminara di San Ranieri est une fête de la ville de Pise qui se déroule le soir du 16 juin, veille de la célébration de saint Rainier.
- Le Palio di San Ranieri se déroule le jour de la fête de saint Rainier à Pise.